# Poésie d'Amérique
Ne doit pas être confondu avec Poésie des États-Unis.
Poésie d'Amérique - les athlètes cosmiques est une huile sur toile de 116,00 × 79,00 cm peinte par Salvador Dalí en 1943 et exposée au théâtre-musée Dalí de Figueres.

## Description
La toile fut réalisée en 1943 aux États-Unis, à Monterey, en Californie. Quatre athlètes et une tour en fond sont peints sur un paysage lunaire et un ciel de nuit, expliquant le second titre de la toile : les athlètes cosmiques.
Pour le paysage, Dali exploite ceux de l'Empordà - le Cap de Creus - sur lesquels il développe les thèmes propres aux États-Unis. 
En fond, il représente une tour-horloge sur laquelle est suspendue une peau en forme du continent africain. En premier plan se trouvent deux athlètes - des joueurs de football américain - et, divisant la toile en deux verticalement, une bouteille de Coca-Cola d'où coule un téléphone - tache d'encre noire. Le joueur de droite, manchot, a le visage noir évidé et remplacé par une bougie, celui de gauche lui fait face en se masquant le visage. De son dos sortent deux athlètes miniatures, un joueur de football américain et un sauteur à la perche. Seul l’athlète au visage évidé possède des couleurs vives (rouge et bleu), les autres sont dans des teintes proches du blanc, l'ensemble de ces trois couleurs au premier plan reprenant celles du drapeau des États-Unis.
Pour Robert Descharnes et Gilles Neret, la toile Poésie d'Amérique, fut visionnaire. Elle réunit en une œuvre la ségrégation noire, la passion américaine pour le football américain, et l'irruption d'une marque dans une œuvre d'art : Coca-Cola. Le téléphone se trouve sur un tissu blanc attaché aux athlètes et une énorme tache noire dont l'interprétation la plus classique est une représentation de la ségrégation en Amérique, point de vue renforcé par le blanc se masquant le visage et le noir, anonyme sans visage mais homme de couleur, dont les bras ont été coupés.
Cette toile qui appartient à la période américaine, est souvent considérée comme annonciatrice du Pop-art.

## Sources
- Robert Descharnes, Salvador Dalí, Nouvelles éditions françaises, 1987
- Antoni Pixot Mgr Aher, Georges Puig, Le Théâtre-Musée Dali, Figuières, Fondation Gala-Salvador Dalí